# Матільда Рив'єр
Матільда Хелен Рив'єр (фр. Mathilde Helene Rivière; нар. 18 грудня 1989) — французька борчиня вільного стилю, бронзова призерка чемпіонату Європи.

## Життєпис
Виступає за борцівський клуб Баньоле. Тренер — Тьєррі Бурдін.

## Спортивні результати на міжнародних змаганнях

### Виступи на Чемпіонатах світу
| Змагання                        | Збірна  | Вагова категорія          | Місце |
| ------------------------------- | ------- | ------------------------- | ----- |
| Чемпіонат світу з боротьби 2016 | Франція | жіноча боротьба, до 55 кг | 17    |
| Чемпіонат світу з боротьби 2017 | Франція | жіноча боротьба, до 55 кг | 5     |
| Чемпіонат світу з боротьби 2018 | Франція | жіноча боротьба, до 57 кг | 17    |
| Чемпіонат світу з боротьби 2019 | Франція | жіноча боротьба, до 57 кг | 16    |

### Виступи на Чемпіонатах Європи
| Змагання                         | Збірна  | Вагова категорія          | Місце  |
| -------------------------------- | ------- | ------------------------- | ------ |
| Чемпіонат Європи з боротьби 2017 | Франція | жіноча боротьба, до 55 кг | Бронза |
| Чемпіонат Європи з боротьби 2019 | Франція | жіноча боротьба, до 57 кг | 5      |

### Виступи на Європейських іграх
| Змагання              | Збірна  | Вагова категорія          | Місце |
| --------------------- | ------- | ------------------------- | ----- |
| Європейські ігри 2015 | Франція | жіноча боротьба, до 55 кг | 9     |
| Європейські ігри 2019 | Франція | жіноча боротьба, до 57 кг | 11    |

### Виступи на інших змаганнях
| Змагання                                       | Збірна  | Вагова категорія          | Місце  |
| ---------------------------------------------- | ------- | ------------------------- | ------ |
| Henri Deglane Challenge 2013                   | Франція | жіноча боротьба, до 55 кг | Срібло |
| Золотий Гран-прі з боротьби 2014 (Париж)       | Франція | жіноча боротьба, до 58 кг | 8      |
| Henri Deglane Challenge 2014                   | Франція | жіноча боротьба, до 53 кг | Золото |
| Гран-прі Німеччини з боротьби 2015             | Франція | жіноча боротьба, до 55 кг | Бронза |
| Henri Deglane Challenge 2015                   | Франція | жіноча боротьба, до 53 кг | 7      |
| Cerro Pelado International 2016                | Франція | жіноча боротьба, до 53 кг | Золото |
| Henri Deglane Challenge 2016                   | Франція | жіноча боротьба, до 53 кг | Бронза |
| Klippan Lady Open 2017                         | Франція | жіноча боротьба, до 53 кг | 9      |
| Гран-прі Німеччини з боротьби 2017             | Франція | жіноча боротьба, до 55 кг | Золото |
| Henri Deglane Challenge 2017                   | Франція | жіноча боротьба, до 58 кг | Золото |
| Турнір Дана Колова — Николи Петрова 2018       | Франція | жіноча боротьба, до 57 кг | Бронза |
| Меморіал Іона Корнеану і Ладислава Сімона 2018 | Франція | жіноча боротьба, до 57 кг | Срібло |
| Турнір Дана Колова — Николи Петрова 2019       | Франція | жіноча боротьба, до 57 кг | 10     |
| Всесвітні ігри військовослужбовців 2019        | Франція | жіноча боротьба, до 57 кг | 5      |